# Sensor infrarrojo pasivo

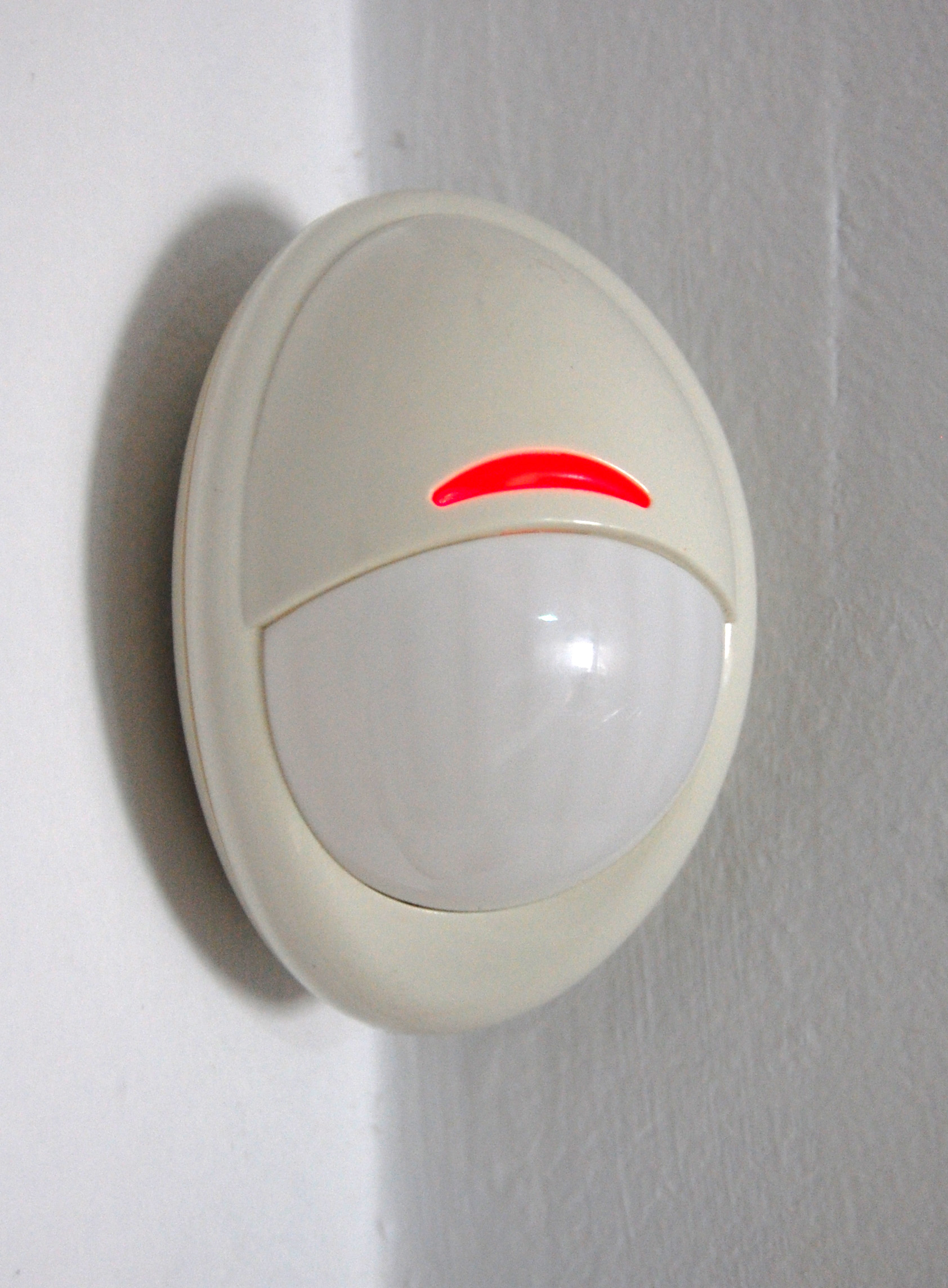
Sensor PIR activado por un movimiento

Un sensor infrarrojo pasivo o PIR es un sensor electrónico que mide la luz infrarroja (IR) radiada de los objetos situados en su campo de visión. Se utilizan principalmente en los detectores de movimiento basados en PIR.

## Principios de funcionamiento
Todos los objetos con una temperatura por encima del cero absoluto emiten calor. Por lo general, esta radiación es invisible para el ojo humano, ya que irradia en longitudes de onda infrarrojas, pero puede ser detectado por dispositivos electrónicos diseñados para tal propósito.
El término pasivo, en este caso, se refiere al hecho de que los dispositivos PIR no generan o irradian cualquier energía para fines de detección. Trabajan en su totalidad para la detección de la energía emitida por otros objetos. Es importante tener en cuenta que los sensores PIR no detectan o miden "calor", sino que detectan la radiación infrarroja emitida por un objeto, que es diferente pero que a menudo está asociado/correlacionado con la temperatura del objeto (por ejemplo, un detector de rayos X o rayos gamma no sería considerado un detector de calor, a pesar de las altas temperaturas que pueden causar la emisión de la radiación X o gamma).
Una de sus aplicaciones principales es en las alarmas de seguridad. Estos se pueden conectar a la central del sistema mediante cable o vía radio.